# Andrzej Sarwa

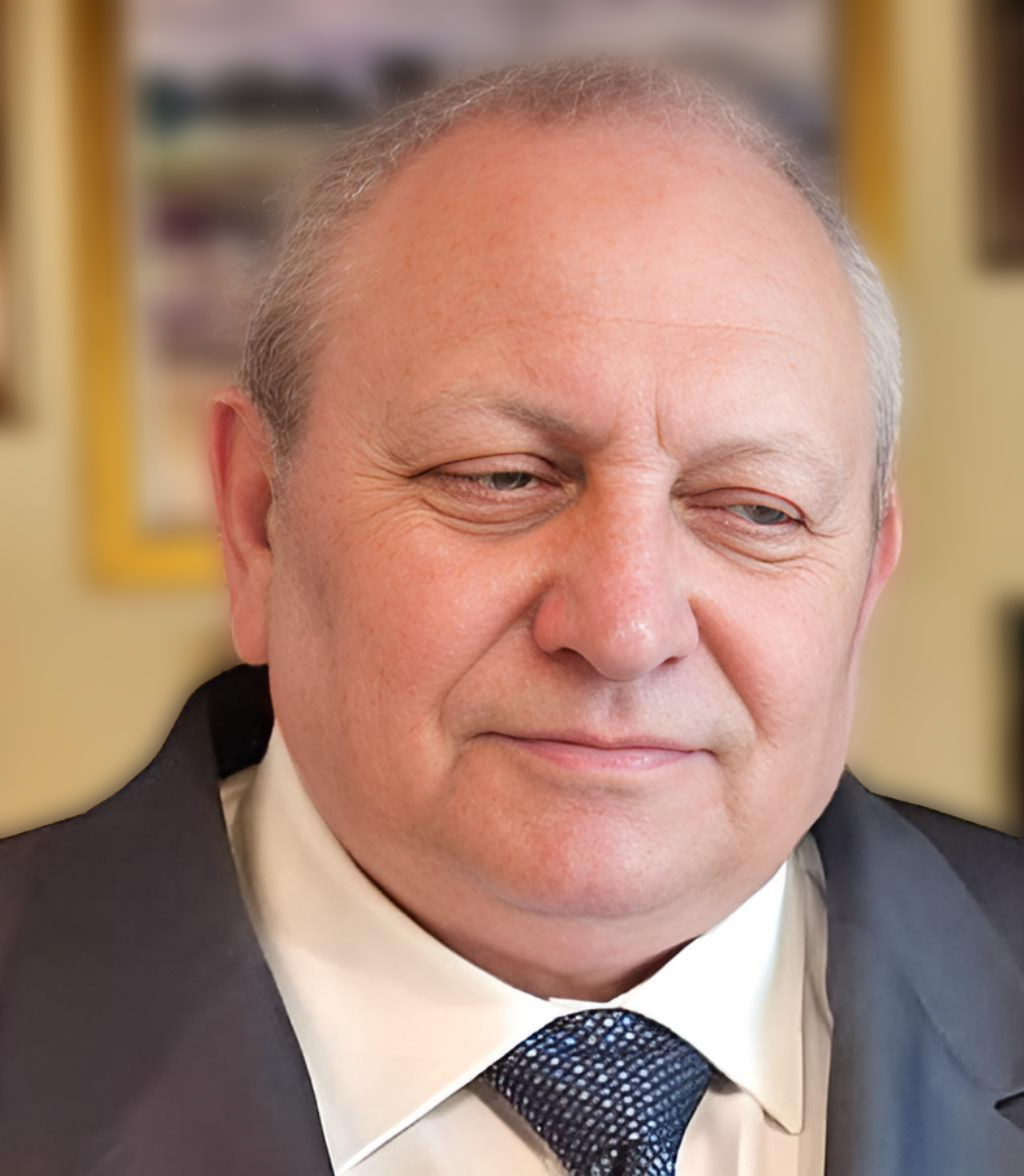
Andrzej Sarwa

Andrzej Juliusz Sarwa (Sandomierz, Polonia, 12 de abril de 1953) es un escritor y poeta polaco.

## Biografía
Andrzej Juliusz Sarwa nacido el 12 de abril de 1953, debutó en 1975 con tres poemas en las antenas de Polskie Radio en Varsovia; su debut en prensa escrita se produjo en Sandomierz en 1976 con el poema Mi hijito en el almanaque El primer comunicado. Debutó como narrador en 1991. Se destacan sus obras en los géneros de la novela gótica, thrillers de carácter teológico, fábulas y tratados escatológicos y enciclopédicos. Posee un rico quehacer literario que se refleja en varias ramas. Es autor de 200 libros. Es miembro de la Asociación de Escritores Polacos (SPP) y laureado del I Concurso Literario Polaco Padre Jerzy Popieluszko en Bydgoszcz en 1992. En 2015 fue distinguido por el Ministro de Cultura y Patrimonio Nacional con la Orden al Mérito de la República de Polonia (2015) y la Orden Pro Patria (2017). 

## Publicaciones
Selección de libros publicados:
- Opowieść o Halinie, córce Piotra z Krępy (1991)
- Cień Władcy Sabatu (1993, reedición: 2006, 2010, 2011)
- Pąsowy liść klonu (2012)
- Uwikłany (2013)
- Szepty i cienie (2013)
- Ziarna ocalenia (2013)
- Wieszczba krwawej głowy (2017)
- Gałązka rajskiej jabłoni, (1991, reedición: 2010, 2013)
- Tam Lin i królowa elfów, (2008, reedición: 2010, 2013)
- Tajemnica Wysp Koralowych, (2013)
- Strzyga, (2006, rééd. 2008, 2014)
- W stronę horyzontu. Opowieści niezwykłe, (2017); edición ucraniano : В бік виднокраю. Оповідки незвичайні, edición español : Hacia el horizonte. Cuentos insólitos, , edición italiana : Verso l’orizzonte. Racconti straordinari (2017)
- Tarnina, (1991, reedición: 1992)
- Pochody (1991); edición inglés : The marchers (2000)
- Poezje zebrane, (2015)
- Herezjarchowie i schizmatycy, (1991)
- Rzeczy ostateczne człowieka i świata. Eschatologia Kościoła Wschodniego (2003)
- Rzeczy ostateczne człowieka i świata. Eschatologia islamu (2003)
- Rzeczy ostateczne człowieka i świata. Eschatologia zaratusztrianizmu (2005)
- Życie przed życiem, życie po życiu? Rzeczy ostateczne człowieka i świata w tradycjach niebiblijnych (2010)